# Berchtesgadener Weihnachtsschützen

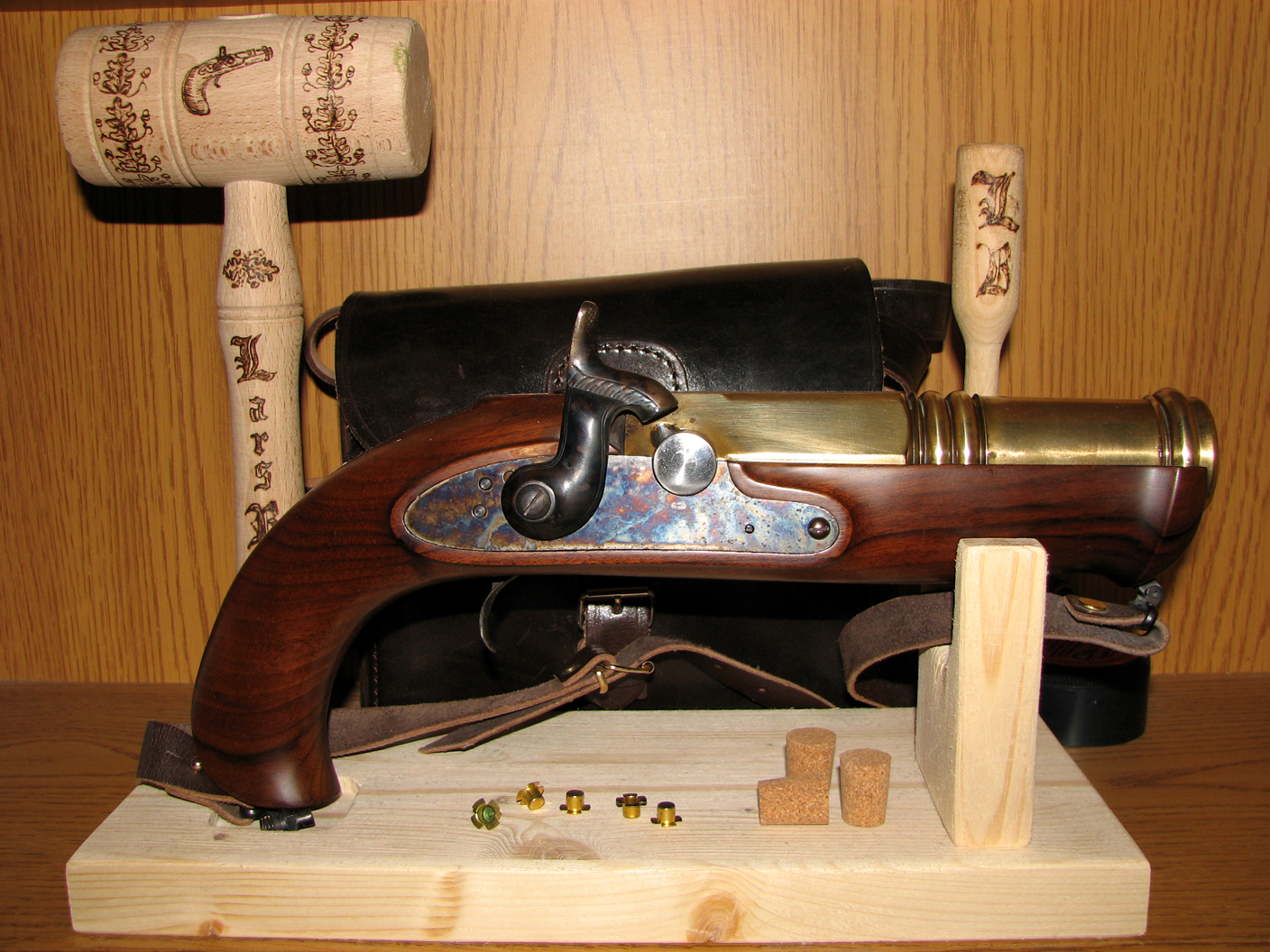
Bei den Berchtesgadener Weihnachtsschützen üblicher Handböller

Die Berchtesgadener Weihnachtsschützen wirken vorwiegend an kirchlichen Festen mit. Namensgebend ist der ausschließlich in der Landkreisteilregion Berchtesgadener Land gepflegte Brauch des Schießens aus Handböllern zu Weihnachten, das 1666 erstmals urkundliche Erwähnung fand. Ihre seit 1874 begründeten und 1925 als Vereinigte Weihnachtsschützen des Berchtesgadener Landes zusammengeschlossenen Vereine legen Wert auf heimatliche Traditionen, christliches Brauchtum und Geselligkeit.
Die Weihnachtsschützen sind heute in 17 Vereinen unter dem Dach der Vereinigten Weihnachtsschützen des Berchtesgadener Landes e. V. organisiert. Sie tragen während des Schießens eine Variante der Berchtesgadener Tracht, die sich durch eine blaugraue Joppe sowie den Schützenhut mit Gamsbart oder Spielhahnfeder auszeichnet.

## Geschichte
Die erste urkundliche Erwähnung und Beschreibung des Weihnachtsschützenbrauches geht auf das Jahr 1666 zurück. Grundlage des Brauches waren die in den Höfen der damals eigenständigen Fürstpropstei Berchtesgaden vorhandenen Feuerwaffen zur Landesverteidigung. Im Gegensatz zu den direkt aus der Landesverteidigung hervorgegangenen Gebirgsschützen fehlten bei den Weihnachtsschützen die paramilitärischen Ausprägungen, sie waren eher im Kultischen einzuordnen. Über die Jahrhunderte hinweg trat die kultische Tradition zugunsten einer immer engeren Bindung an das christliche Brauchtum zurück. Trotz eines jahrhundertelangen Verbotes der Obrigkeit hielt sich das Schießen zu Weihnachten und in den anderen Rauhnächten bis zum Dreikönigstag am 6. Januar. 

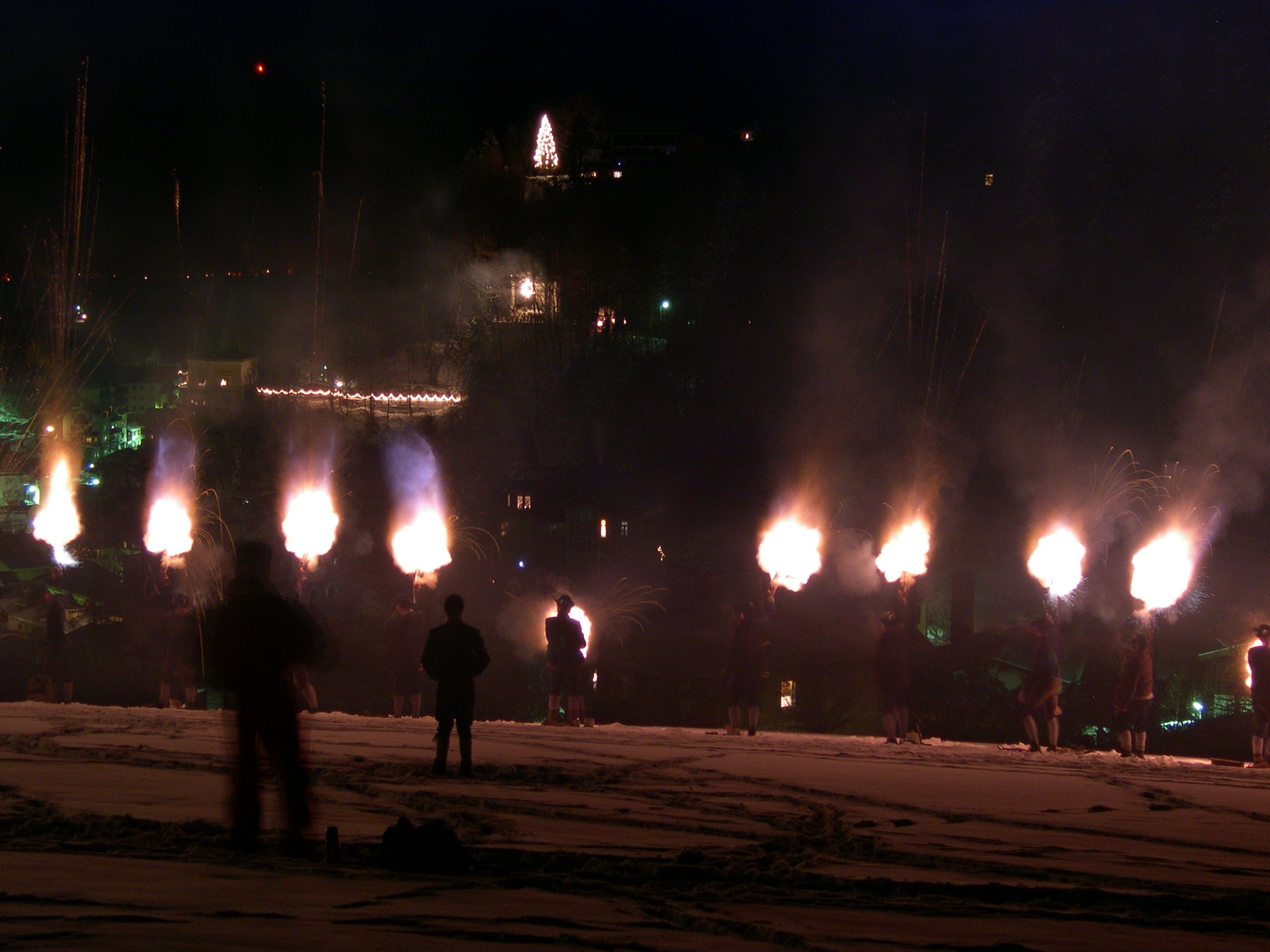
Berchtesgadener Weihnachtsschützen beim Weihnachtsschießen

1874 wurde in Strub der erste Weihnachtsschützenverein gegründet. Als zweite gründeten 1887 die Oberherzogberger Weihnachtsschützen eine Weihnachtsschützengesellschaft. 1925 schlossen sich dann zwölf Weihnachtsschützenvereine der Region zu den Vereinigten Weihnachtsschützen des Berchtesgadener Landes zusammen. Siehe Abschnitt Die einzelnen Vereine haben sich nach 1925 noch fünf weitere Vereine dieser Vereinigung angeschlossen, zuletzt 1980 der Weihnachtsschützenverein aus der Engedey.
Während der Zeit des Nationalsozialismus widersetzten sich die Weihnachtsschützen einer Vereinnahmung ihres Brauchtums durch den Nationalsozialismus. Bereits wenige Jahre nach der Machtergreifung der Nationalsozialisten kam es zu Spannungen, als diese versuchten, die enge Bindung der Weihnachtsschützen an die kirchliche Tradition zu unterbinden. In ihrem Widerstand dagegen kam dem Verein zugute, dass er den seit 1923 zeitweise in Berchtesgaden präsenten Adolf Hitler 1933 kurz nach dessen Ernennung zum Reichskanzler zum Ehrenmitglied ernannt hatte. Hitler soll sich mehrfach positiv zu diesem Brauchtum geäußert haben. Aufgrund dieser hohen Protektion konnte sich der Verein dem Einfluss der lokalen und regionalen NSDAP-Parteifunktionäre weitgehend entziehen.
Einen ersten Höhepunkt erreichte die Auseinandersetzung, als sich der Vorstand der Weihnachtsschützen gegen die Auflösung des Franziskanerklosters Berchtesgaden aussprach. Auch mit Hilfe dieses Einsatzes des Vereins wurde der Konvent erhalten, die Franziskaner (OFM) blieben in Berchtesgaden und zelebrierten weiterhin ihre Gottesdienste; sie mussten aber vom Kloster in das Pfarrhaus übersiedeln. In der Folge wurde das Vorstandsmitglied Brandner als einziger Berchtesgadener Postbeamter zur Wehrmacht eingezogen.
Bereits 1943 wurden in der Vereinsführung Überlegungen für die Zukunft Berchtesgadens in der Nachkriegszeit getroffen. So machte man sich im Vorstand unter maßgeblichem Einfluss von Rudolf Kriß Gedanken, welche Personen nach dem Ende des „Dritten Reiches“ geeignete Bürgermeister für die Gemeinden des Berchtesgadener Talkessels sein könnten. Der mit Lehrverbot belegte Akademiker Rudolf Kriß war Vordenker dieser Überlegungen. Er wurde nach dem Krieg Ehrenvorstand der Weihnachtsschützen. Seine Aktivitäten im Rahmen der Weihnachtsschützen sollen eine maßgebliche Ursache für seine 1944 erfolgte Verurteilung durch den Volksgerichtshof sein. Kriß wurde zum Tode verurteilt, später aber zu lebenslanger Haft begnadigt.
Kurz nach der kampflosen Übergabe Berchtesgadens an die Amerikaner ernannten diese Kriß zum Bürgermeister von Berchtesgaden. Mit der Auswahl der Bürgermeister in den Landgemeinden wurde tatsächlich der Vorstand Brandner beauftragt. Er selbst wurde zum Vorsitzenden des Kreistags bestimmt. Im Rahmen der Entnazifizierung wurden der Verein der Weihnachtsschützen als Ganzes als widerstandsähnliche Gruppe eingestuft.
Die Vereinigten Weihnachtsschützen des Berchtesgadener Landes umfassen derzeit 17 Vereine mit insgesamt mehr als 3.100 Mitgliedern.
Seit 2018 sind die Weihnachtsschützen Teil des Bayerischen Landesverzeichnisses des immateriellen Kulturerbes.

## Die einzelnen Vereine

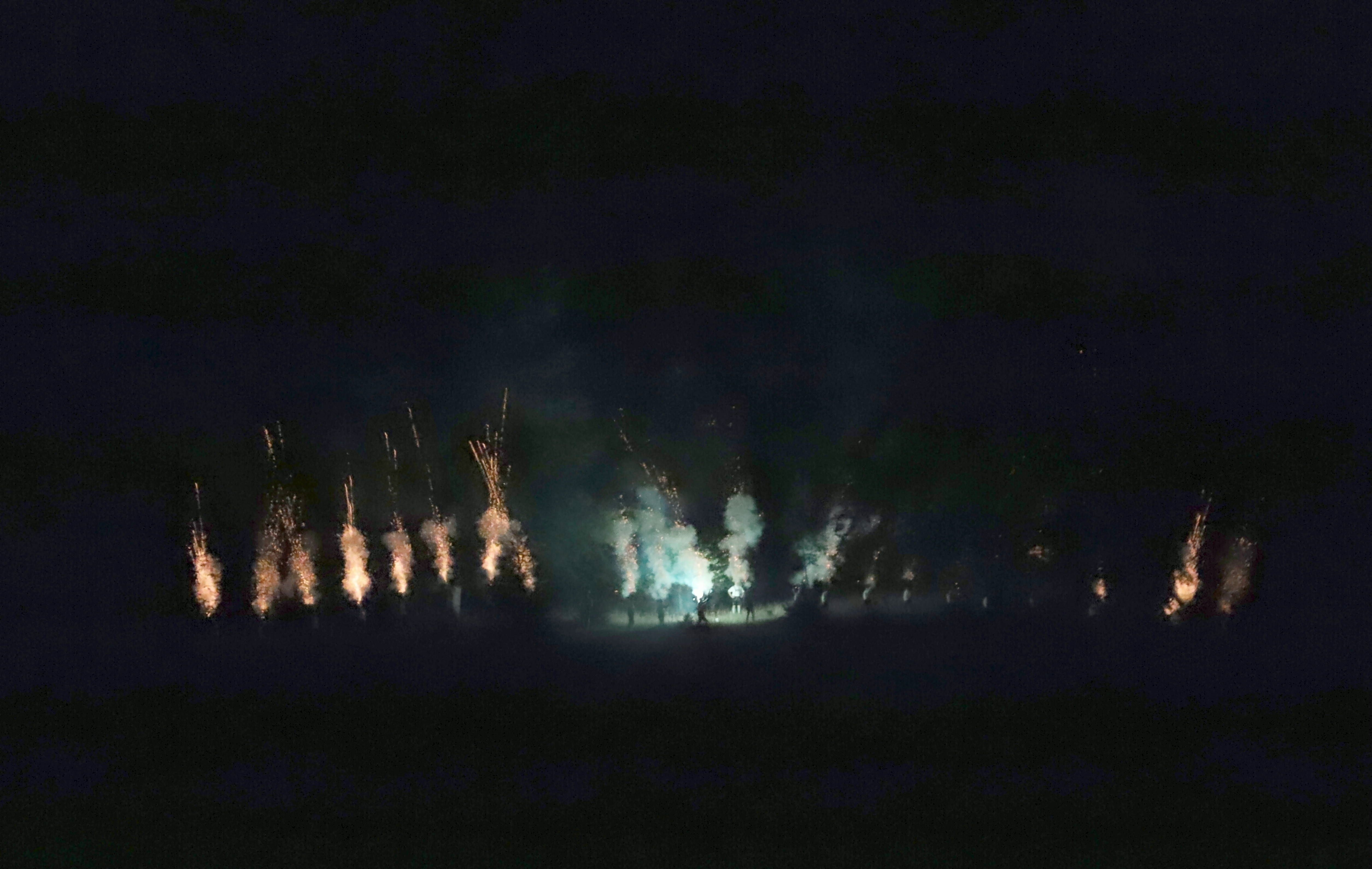
Das Schießen der Ettenberger Weihnachtsschützen am Vorabend des Annenfestes während einer Lichterprozession

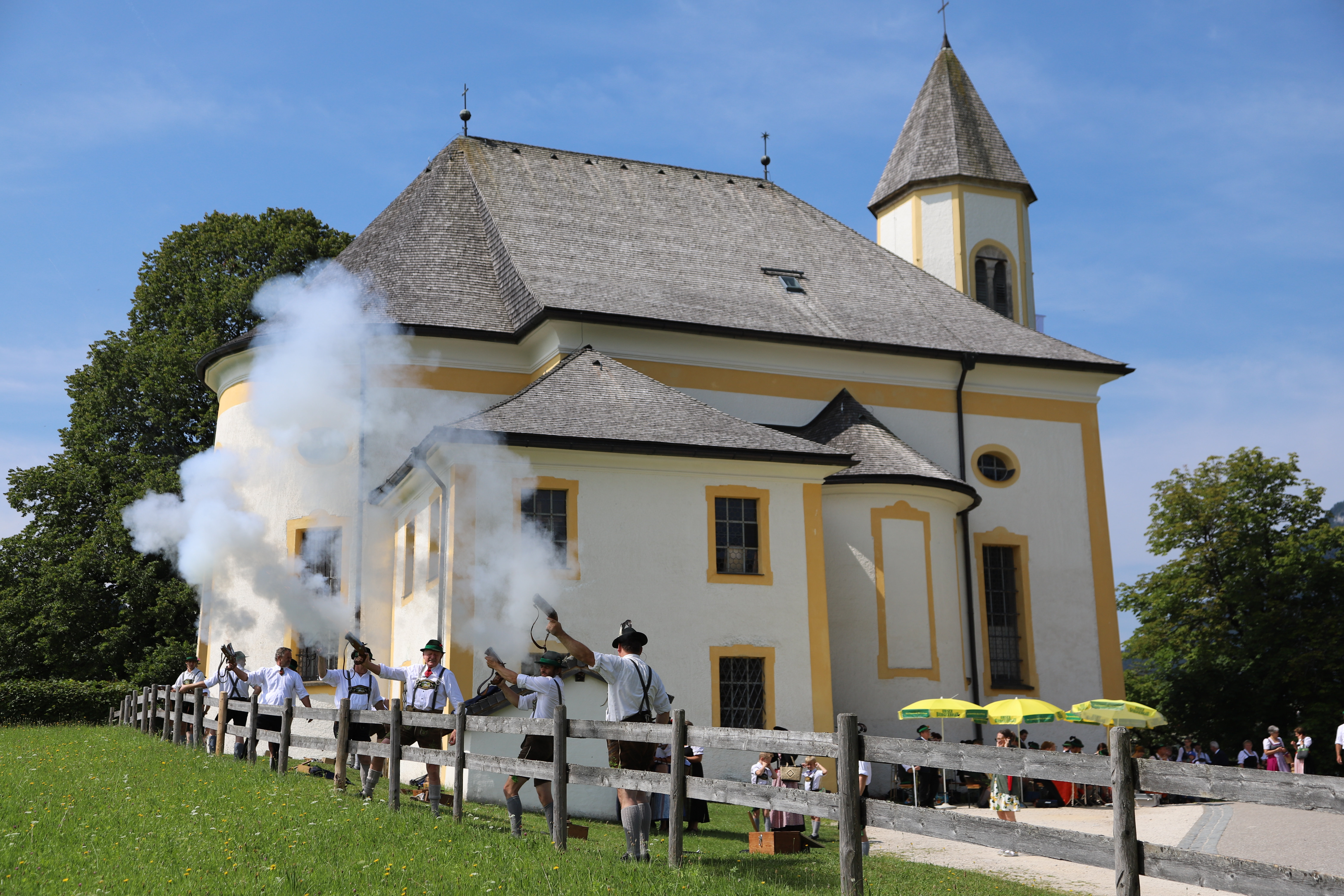
Die Ettenberger Weihnachtsschützen schießen zum Annenfest an der Wallfahrtskirche Mariä Heimsuchung in Ettenberg

Gelistet werden die einzelnen Vereine bzw. deren Ortsbezeichnungen in der Reihenfolge ihres Gründungsjahres:
- 1874: Strub
- 1887: Oberherzogberg (Unterschönau)
- 1896: Stanggaß
- 1907: Maria Gern
- 1907: Untersalzberg
- 1908: Ramsau bei Berchtesgaden
- 1910: Schönau
- 1911: Ettenberg
- 1921: Bischofswiesen
- 1921: Obersalzberg
- 1922: Königssee
- 1922: Au
- 1926: Winkl
- 1929: Götschen
- 1935: Oberstein
- 1947: Berchtesgaden-Markt
- 1980: Engedey

## Vereinigungsvorsitzende
- 1925–1933: Franz Reichlmeier sen., Berchtesgaden
- 1934–1938: Franz Reichlmeier jun., Berchtesgaden
- 1939–1949: Gotthard Brandner jun., Schönau, in den letzten Kriegsjahren vertreten durch Stefan Rasp und Rudolf Kriß
- 1950–1965: Franz Kurz, Berchtesgaden
- 1966–1978: Sebastian Rasp, Maria Gern[2]
- 1979–1997: Felix Möschl, Berchtesgaden[7]
- 1997–2006: Leonhard Angerer, Untersalzberg
- 2006–2020: Rudi Koller, Engedey[8]
- seit 2021: Thomas Holm, Oberau[9]

Zu Ehrenvorsitzenden der Vereinigung wurden ernannt:
- Rudolf Kriß[2]
- Sebastian Rasp[2]
- Felix Möschl[7]

## Ehrungen
- Die Berchtesgadener Poststraße wurde am 2. Juni 1945 nach einem Erlass der US-amerikanischen Militärregierung in „Weihnachtsschützenstraße“ bzw. „Weihnachtsschützenplatz“ umbenannt. Wiewohl eine nähere Begründung für die Umbenennung derzeit nicht quellensicher belegbar ist, wird vermutet, dass damit die Widerstandsrolle der Weihnachtsschützen während der NS-Zeit gewürdigt wurde.[10]